# Санкт-Петербурзька державна художньо-промислова академія імені О. Л. Штігліца
Санкт-Петербурзька державна художньо-промислова академія імені О. Л. Штігліца (абревіатура рос. СПбГХПА им. А. Л. Штиглица, простонародна назва — Муха, Мухінське училище) — мистецький вищий навчальний заклад у м. Санкт-Петербург.
Академію було засновано 1876 року як Центральне училище технічного рисування. За роки свого існування заклад декілька разів змінював тип та назву.  Статус академії з 1994 року. 27 грудня 2006 року Санкт-Петербурзькій державній художній академії присвоєно ім’я її засновника — промисловця і мецената Олександра Людвиговича Штігліца.

## Передісторія закладу
Початок підвищеної уваги до декоративно-ужитового мистецтва на новому історичному етапі логічно вбачають у художньо-промисловій виставці, що відбулася 1851 року у Лондоні у відомому Кришталевому палаці. На виставку низка країн передала уславлені зразки власних ремісничих та кустарних промислів від часів середньовіччя до середини 19 ст. Перед відвідувачами виставки вперше продемонстрували широку панораму виробів з каменю,  кераміки, ткацтва, вишивки і промислового текстилю, національні вироби з порцеляни, бронзи, чавуну, ювелірні вироби, обробки деревини тощо.
Свій вагомий внесок у панораму виставки зробили і тогочасні промислові виробництва (чавуноливарні, сталеві, керамічні, меблеві тощо). Адже стало зрозуміло, що низку художніх і ужиткових речей можна виготовляти промисловими засобами, збільшивши їх виробництво і доступність широкому загалу. Про недоліки тиражування тоді мало знали. А на первісному етапі промислове виробництво ще співіснувало з виробництвом ремісним і не витісняло його, не сприяло його знищенню.
Промислове виробництво рекрутувало до власних лав численну армію малювальників і розробників (тобто дизайнерів), для підготовки котрих були потрібні нові навчальні заклади. Британська комісія, котрою керував сер Генрі Коул, дійшла висновку, що потрібні нові реформи у створенні художньо-промислових училищ та підготовці фахівців для ужиткового мистецтва. В західній Європі розпочався новий бум. Готфрід Земпер, німецький архітектор та теоретик мистецтв оприлюднив книгу «Наука, промисловість і мистецтво», де подав ідею навчання з окремих галузей ужиткового мистецтва. Суто художників, скульпторів і архітекторів вже готували національні художні академії. Відтепер запропонували готувати і фахівців ужиткового мистецтва, тобто дизайнерів. Сам Готфрід Земпер 1854 року очолив архітектурний факультет в новій художній школі, заснованій у місті Цюрих, Швейцарія.
Створенню художніх шкіл нового профілю у Британії сприяв Вільям Морріс. В Парижі реформували навчання у Національній школі мистецтв і мануфактур, котру заснували ще 1829 року.
В Російській імперії існувало Строгановське училище у Москві, де теж готували фахівців з ужиткового мистецтва, але їх вже не вистачало. Вважають, що ініціатива створення нового художнього закладу у Санкт-Петербурзі належла високоосвіченому зятю барона Олександра Штігліця — Олександру Половцову (1632-1909), володарю чудової бібліотеки і прихильнику мистецтв.

## Історичний розвиток навчального закладу

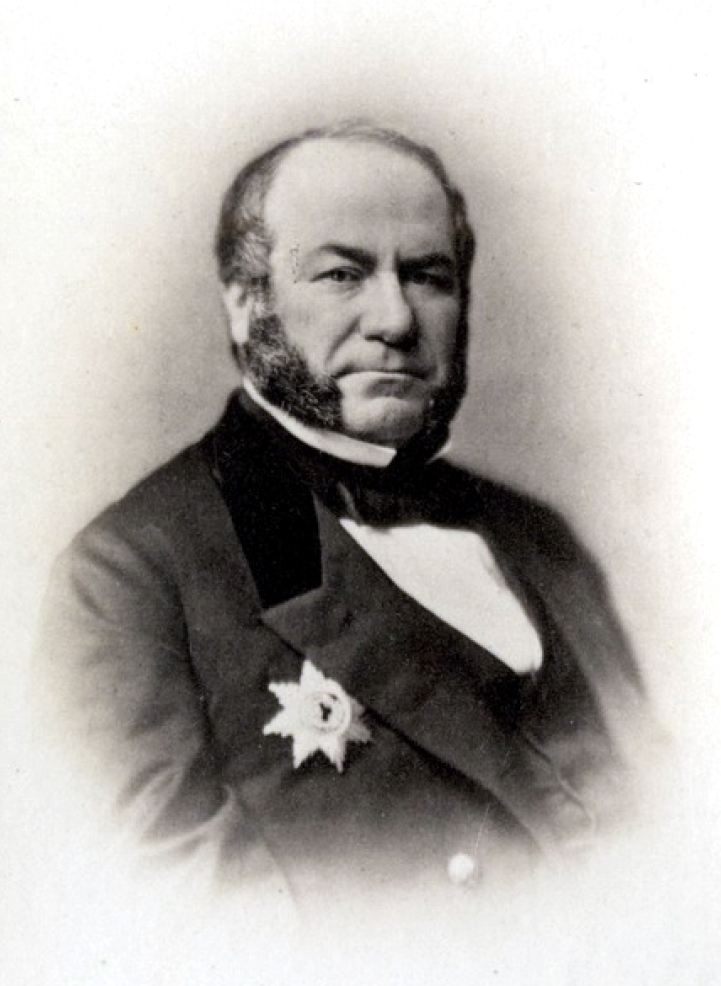
Засновник акадамії барон О. Л. Штігліц

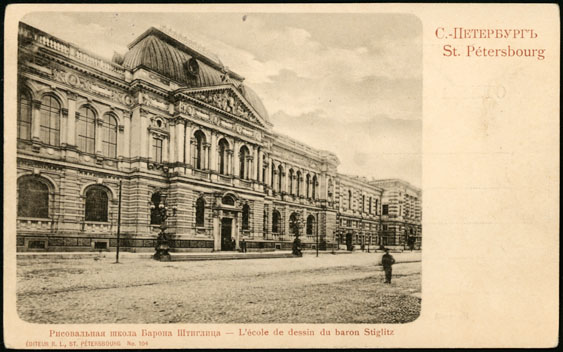
Центральне училище технічного рисування на поштівці 1910 року

9 січня 1876 року згідно з указом Олександра ІІ на кошти, пожертвувані банкіром та промисловцем бароном Олександром Людвиговичем Штігліцем, створено Центральне училище технічного рисування (ЦУТР). Училище існувало на відсотки від заповіданого Штігліцем капіталу (близько 7 млн рублів) та готувало художників декоративно-ужиткового мистецтва, а також вчителів малювання і креслення для середніх художньо-промислових шкіл.

## Музей декоративно-ужитового мистецтва Санкт-Петербурзької державної художньої академії імені О. Л. Штігліца
Докладніше див.: Музей прикладного мистецтва Санкт-Петербурзької державної художньої академії імені О. Л. Штігліца
При Санкт-Петербурзькій державній художній академії імені О. Л. Штігліца діє музей (заснований 1878 року). У музеї представлені як роботи викладачів та студентів академії різних років, так і інші твори мистецтва.
Створенню художнього музею при новому навчальному закладі сприяв той же Олександр Половцов. Разом із архітектором Максиміліаном Месмахером вони переконали барона у необхідності мати колекцію творів ужитового мистецтва як посібників навчанню так і для розвитку художньої уяви студентів. Барон видав на релізацію нової ідеї 5 000 000 (п'ять мільйнів), що дозволило купувати нові книги з мистецтва для бібліотеки чилища, нові експонати для музею училища, друковану графіку, оригінали живопису, оригінали малюнків західноєвропейських художників, ювелірів, майстрів ужиткового мистецтва і художників-декораторів різних галузей.
Олександру Половцову по смерті барона Штігліця випало довести до логічного завершення справу благоустрою нового художнього училища. Він віддав чималі сумми на благодійництво та розвиток самого училища. До 1908 року він керуватиме закупівельною справою по придбанню ппофільних експонатів і творів мистецтва на паризьких аукціонах, часто відбираючи або найкращі, або унікальні лоти. Завдяки цим придбаням музей училища мав —
- Дарньогрецьку кераміки від доби архаїки
- Дарньогрецькі ювелірні вироби
- Археологічні речі стародавніх фінікійців
- Старовинні меблі
- Антикварні каміни
- Вироби керамічних центрів Італії, Франції Німеччини
- Колекцію французьких гобеленів
- Оригінали живопису Джованні Баттіста Тьєполо
- оригінали малюнків художників і художників-декораторів, серед котрих Джованні Бенедетто Кастільйоне, Франчесо Гварді, Періно дель Вага, Джованні Баттіста Тьєполо, Полідоро да Караваджо, Аннібале Карраччі, Жиль Марі Оппенор та ін.

## Підрадянський період
Після жовтня 1917 року училище декілька разів зазнавало перетворень. У 1918 воно було названо Державними художньо-промисловими майстернями. Впродовж 1918 – 1922 років директором закладу був графік М. А. Тирса. У 1922 році Училище приєднане до складу Петроградського вищого художньо-технічного інституту і припинило існувати як самостійний навчальний заклад.
У 1945 році рішенням уряду училище створюється знову як багатопрофільний середній спеціальний навчальний заклад для підготовки художників монументального, декоративно-прикладного, промислового та реставраційного мистецтва.
1948 року училище стає вищим навчальним закладом – Ленінградським вищим художньо-промисловим училищем, при якому зберігається підрозділ, де готують спеціалістів з середньою спеціальною освітою (так зване "відділення майстрів").
У 1953 Ленінградському вищому художньо-промисловому училищу (ЛВХПУ) присвоюється ім’я народної художниці СРСР скульптора В. Г. Мухіної.
В 1994 ЛВХПУ імені В. Г. Мухіної перетворюють в Санкт-Петербурзьку державну художньо-промислову академію. А 27 грудня 2006 року закладу присвоюють ім’я його засновника – барона О. Л. Штігліца.

## Сьогодення Академії
В теперішній час на двох факультетах академії — факультеті монументально-декоративного мистецтва та факультеті дизайну — навчається 1500 студентів, працюють 220 викладачів.

## Фотогалерея музейних залів і експонатів

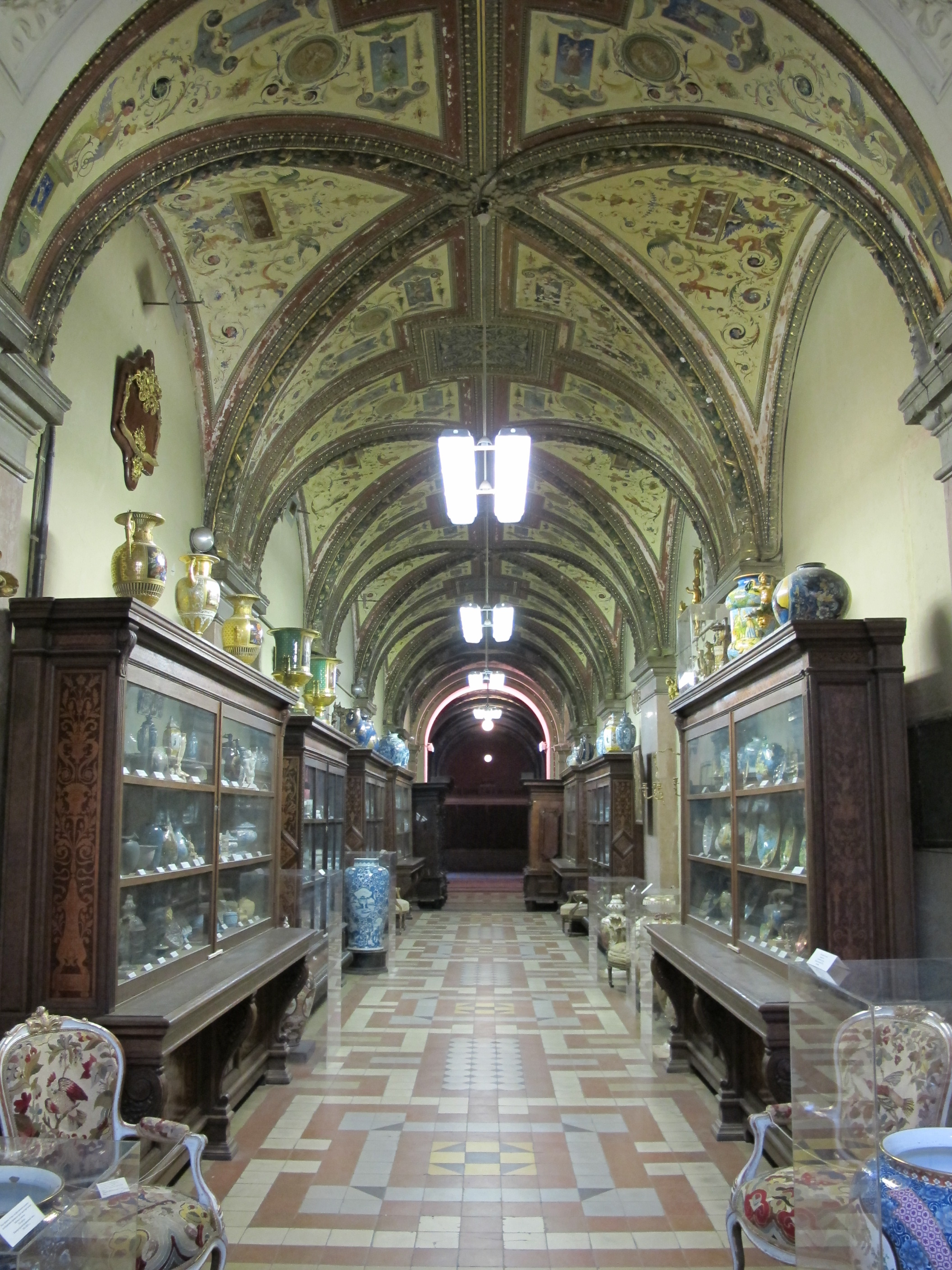

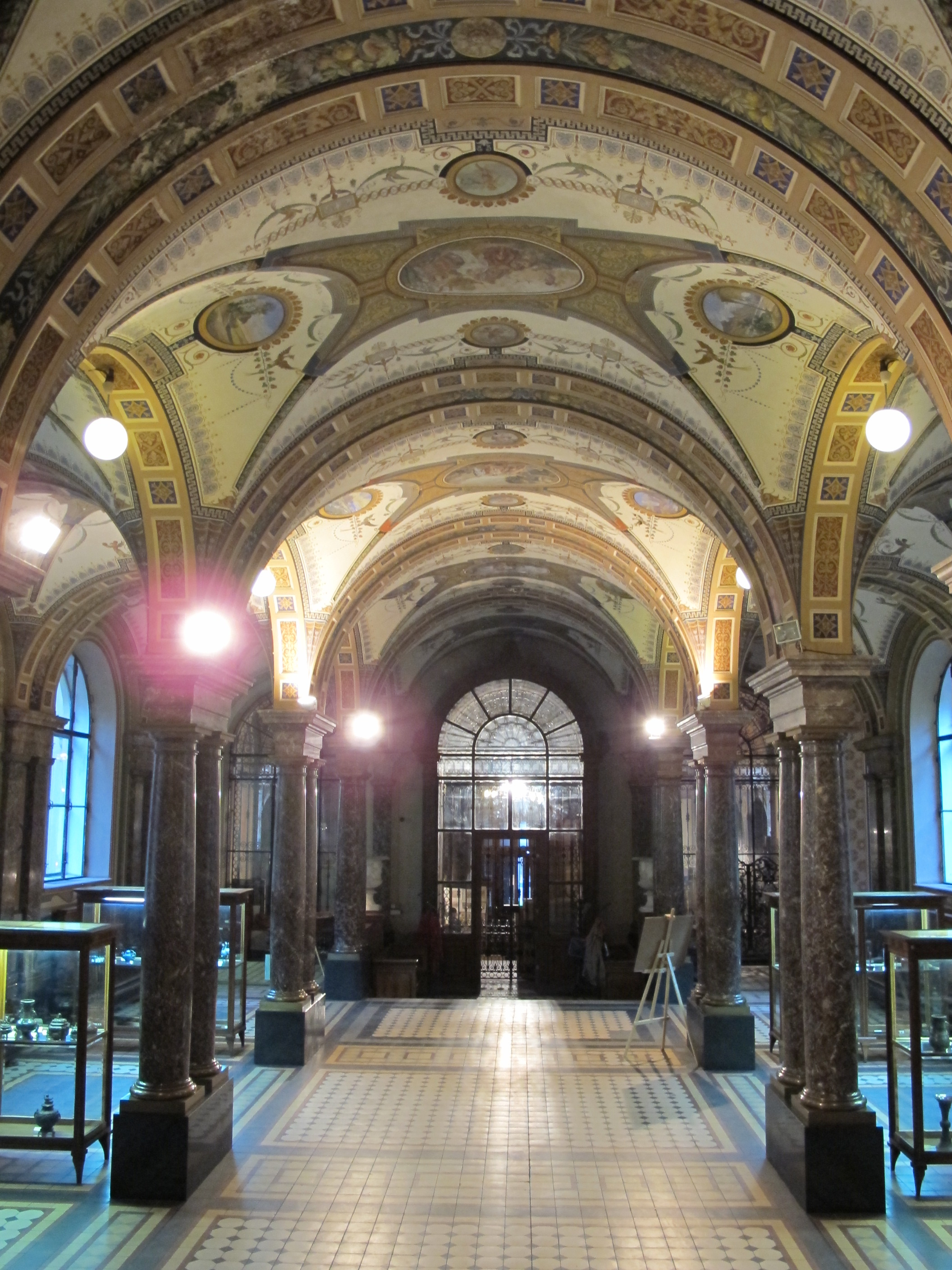

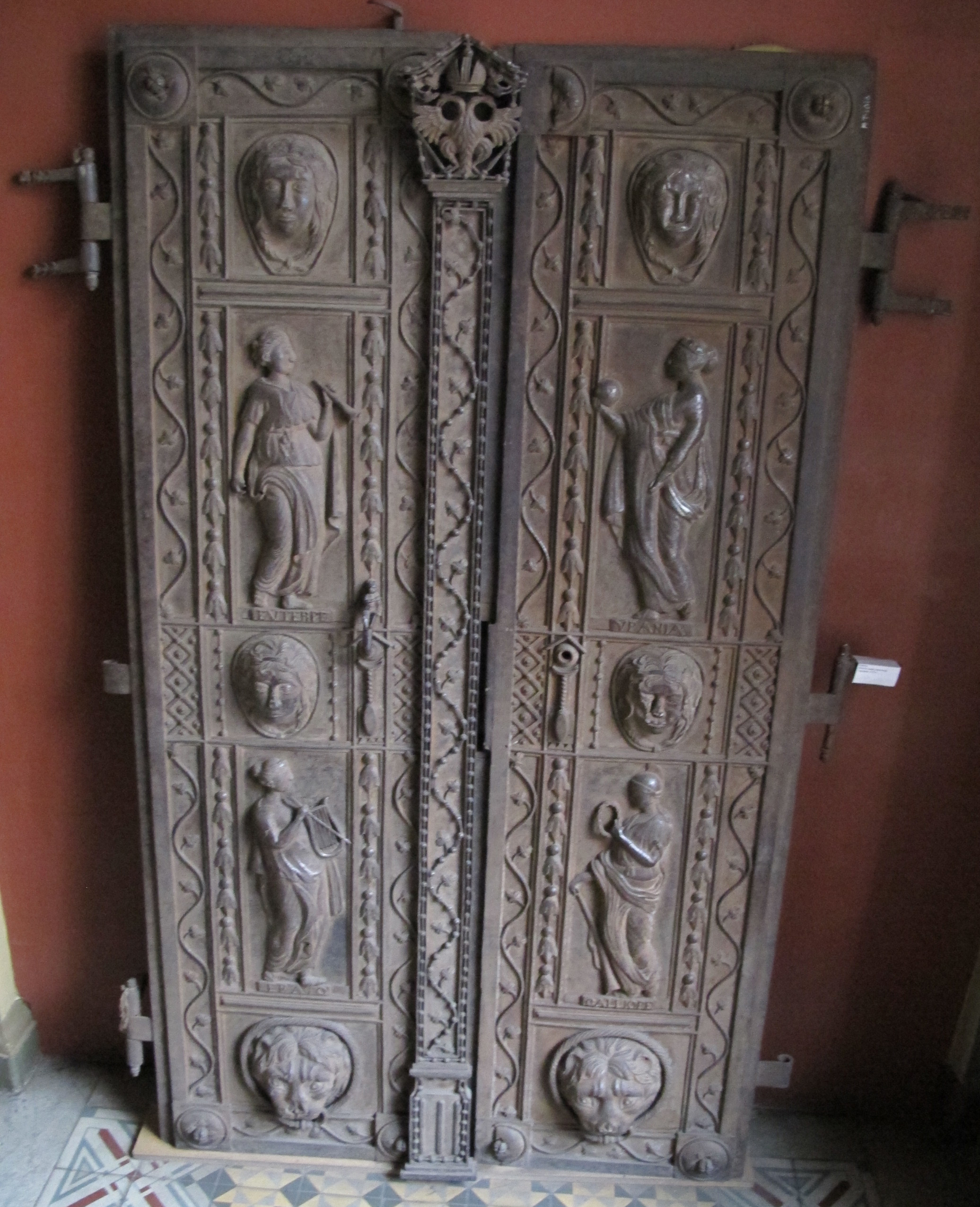
Двері з бронзи, Німеччина, 16 ст.
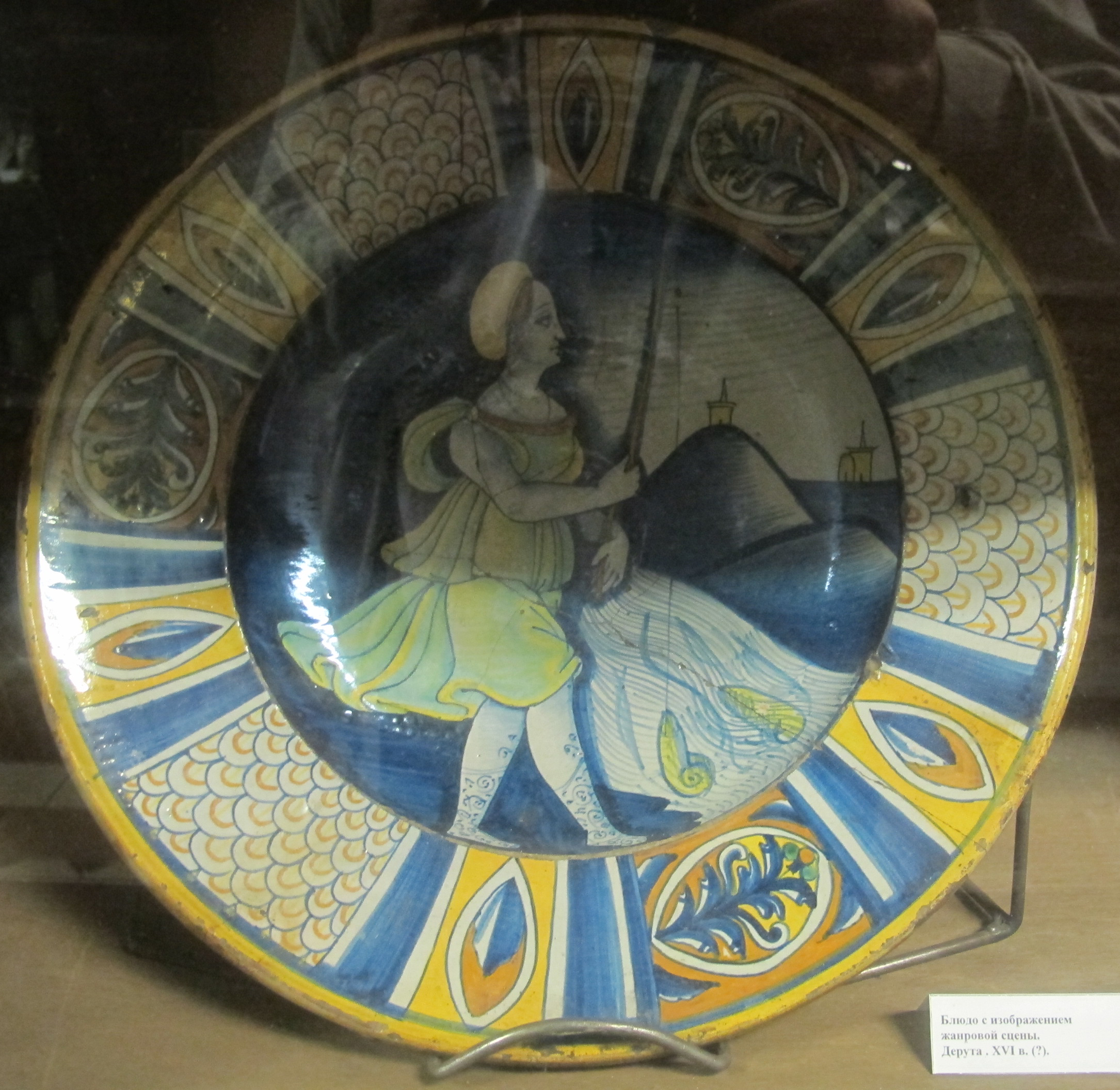
Керамічна таріль, Дерута, Італія, 16 ст.
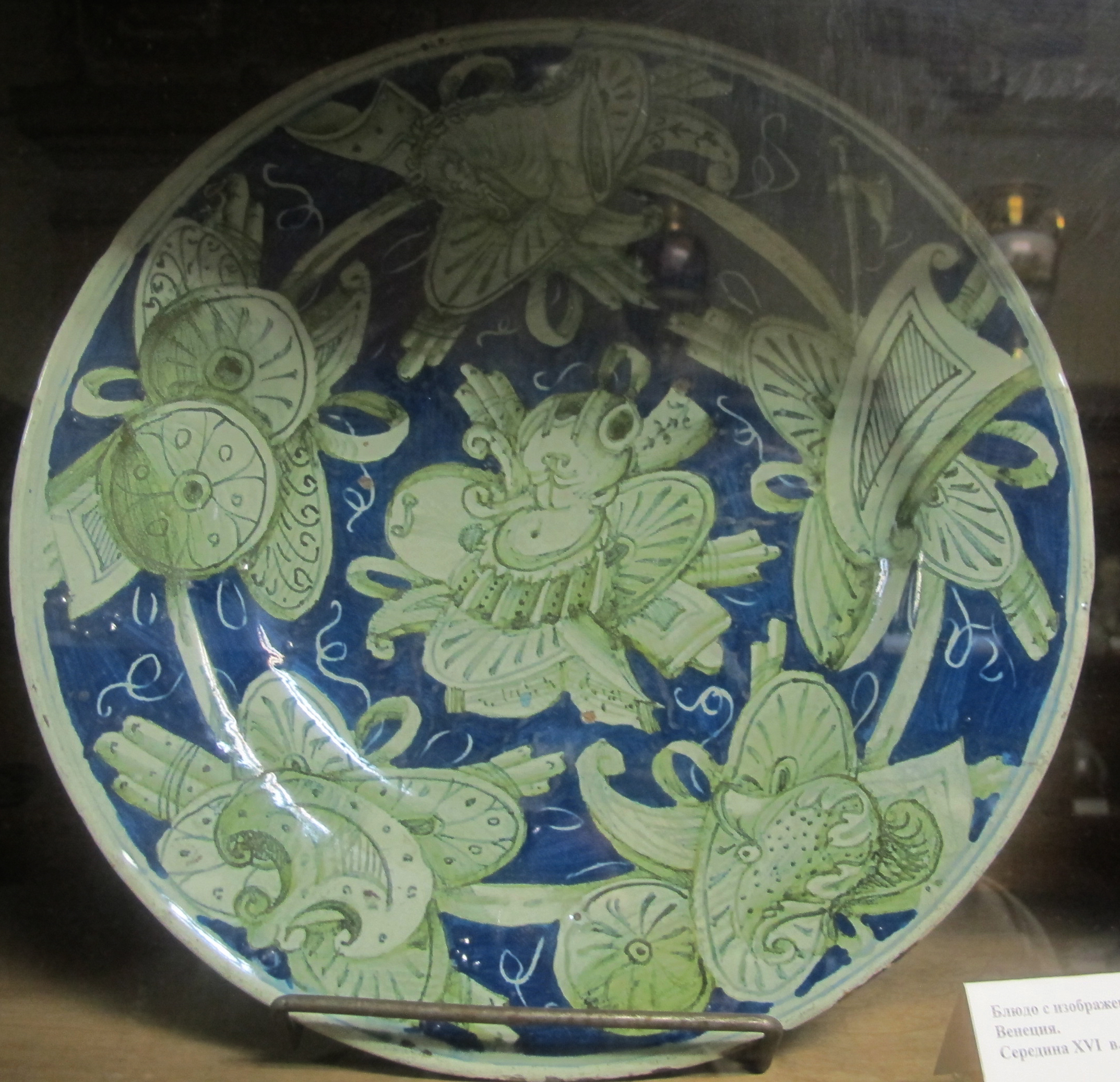
Парадний посуд з декором збоєю, Венеція, 16 ст.
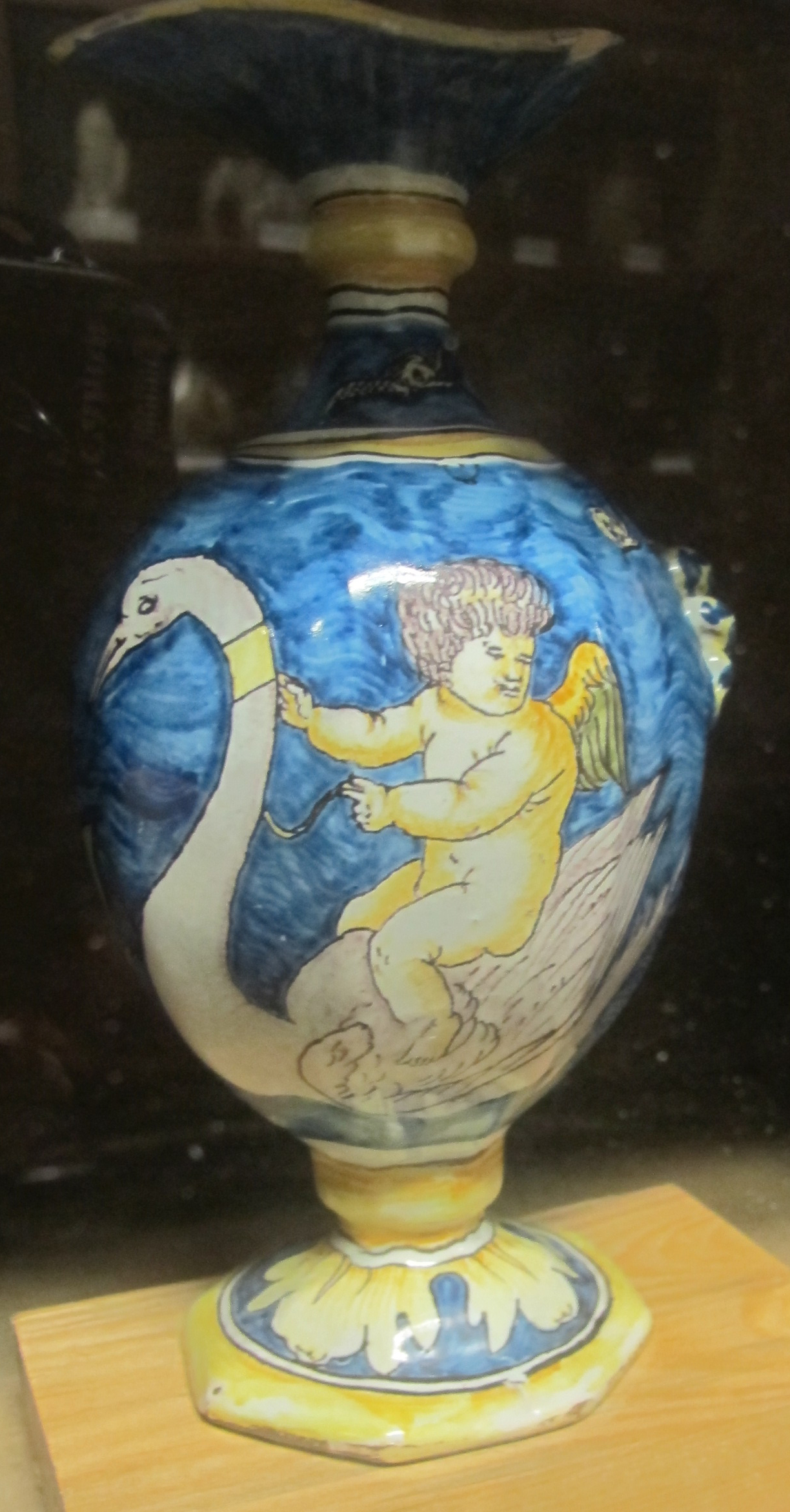
Ваза з путтіверхи на гусаку, Франція, 16 ст.
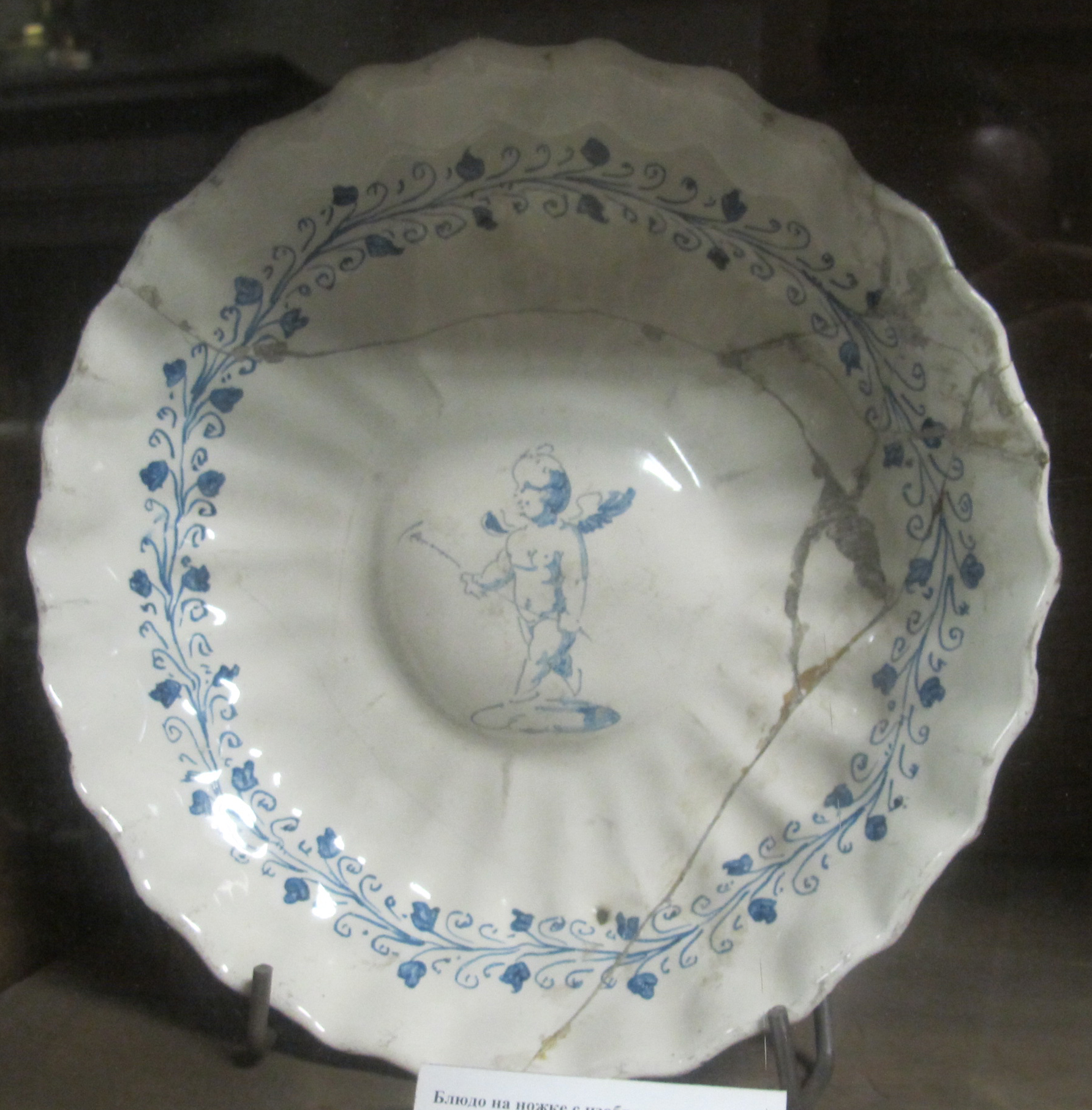
Таріль, Фаєнца, 16 ст.
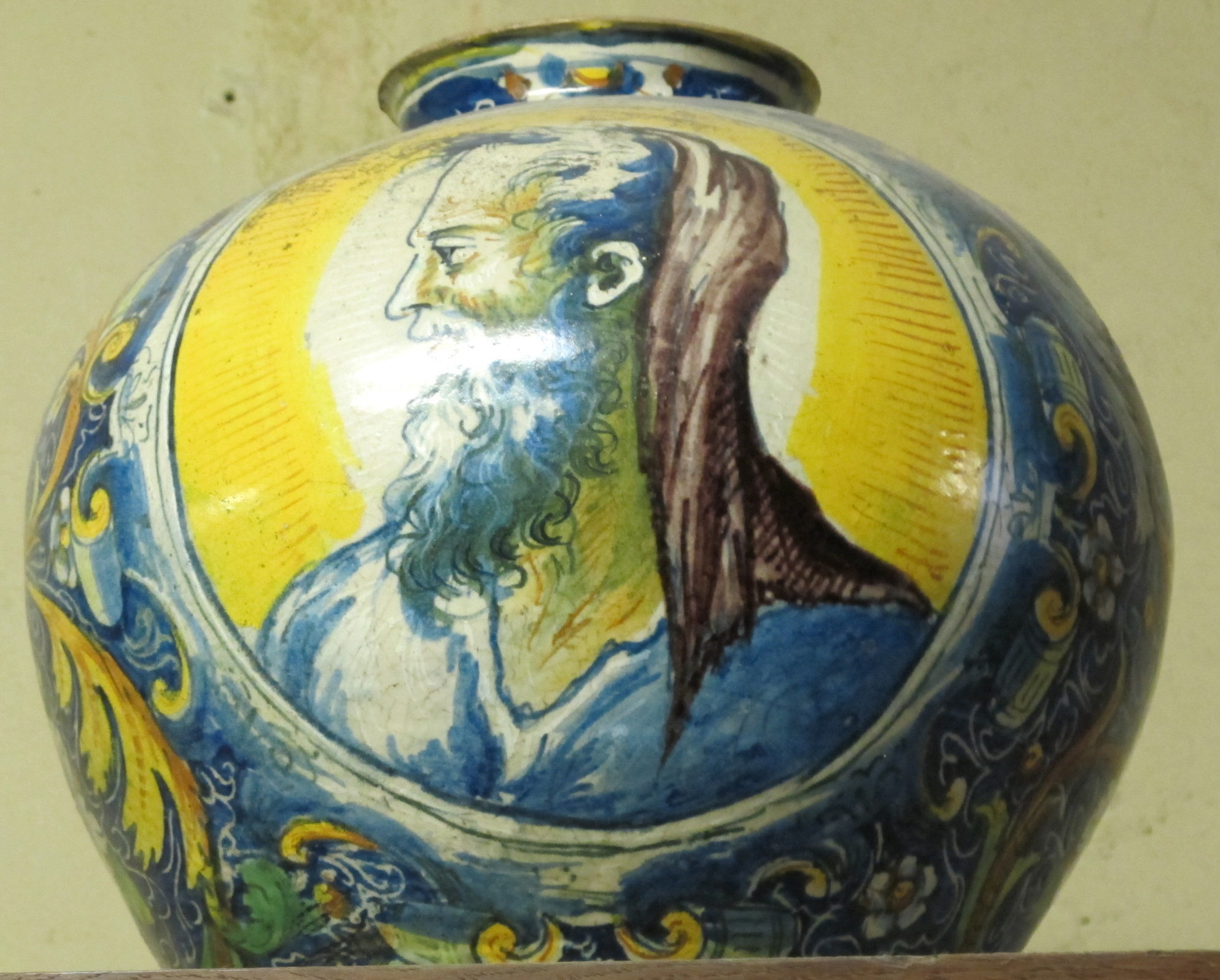
Керамічний глек, Венеція, бл. 1575 р.
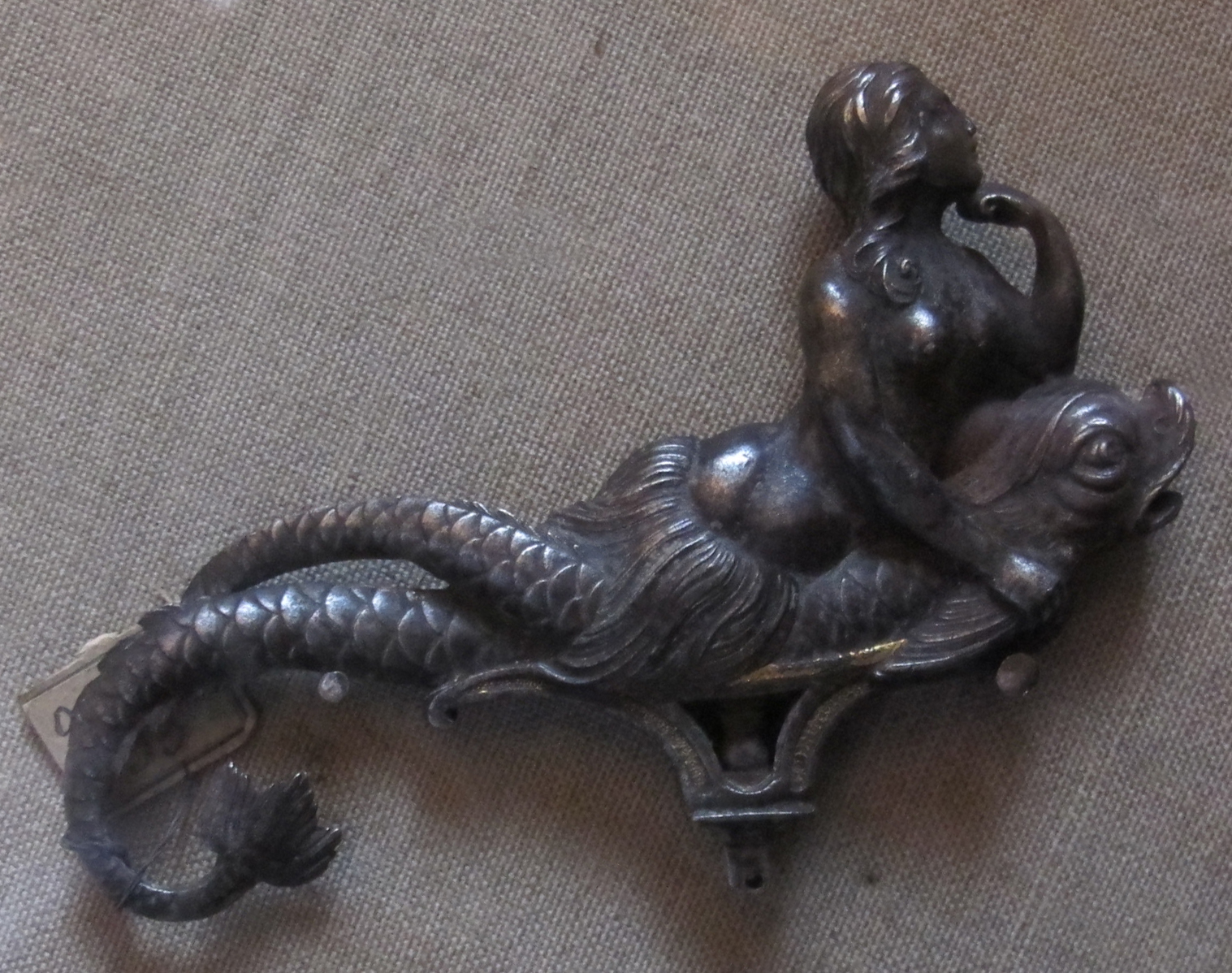
Дверна ручка, Італія, 17 ст.
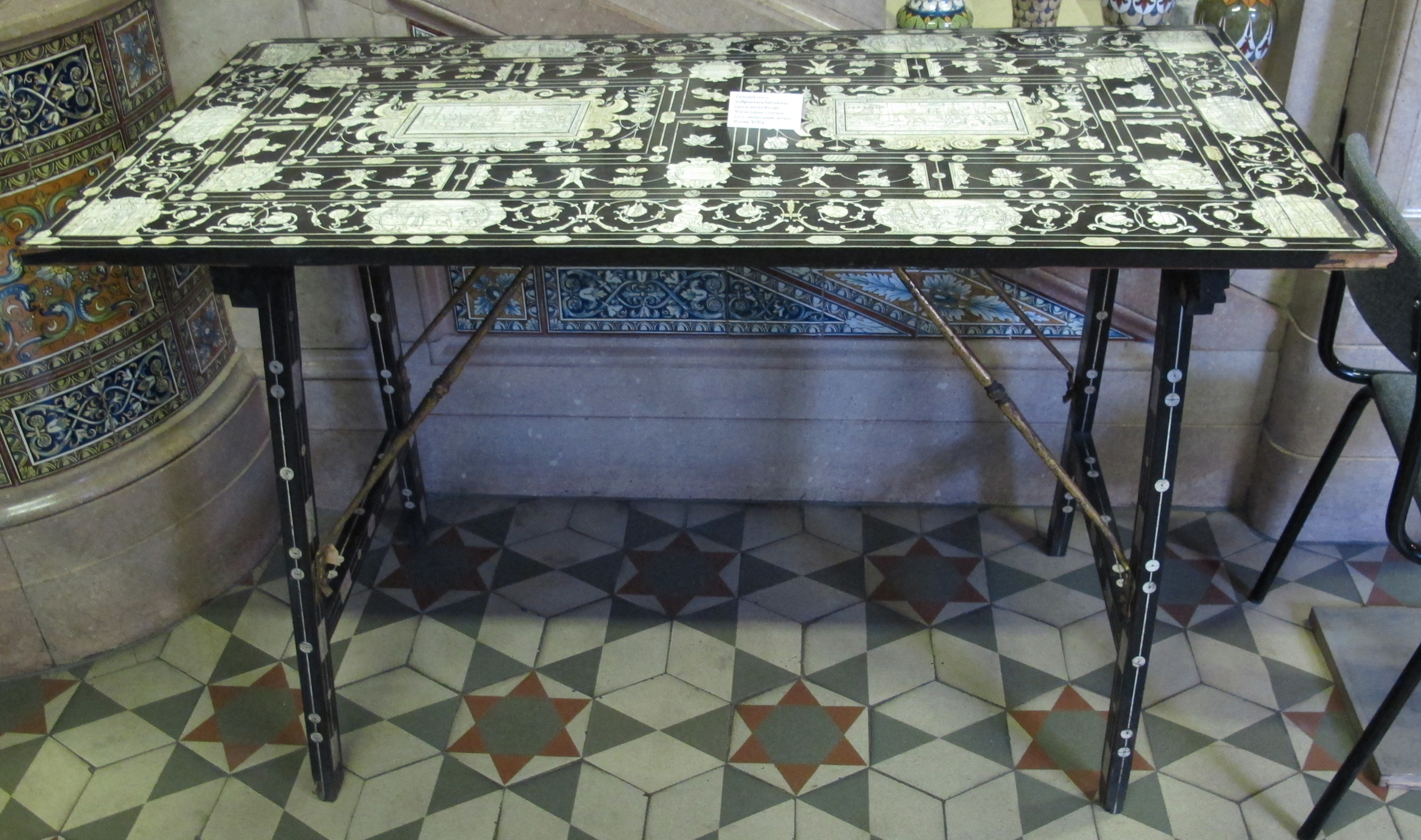
Стіл з декором доби маньєризму і біблійними сценами, Італія, 17 ст.
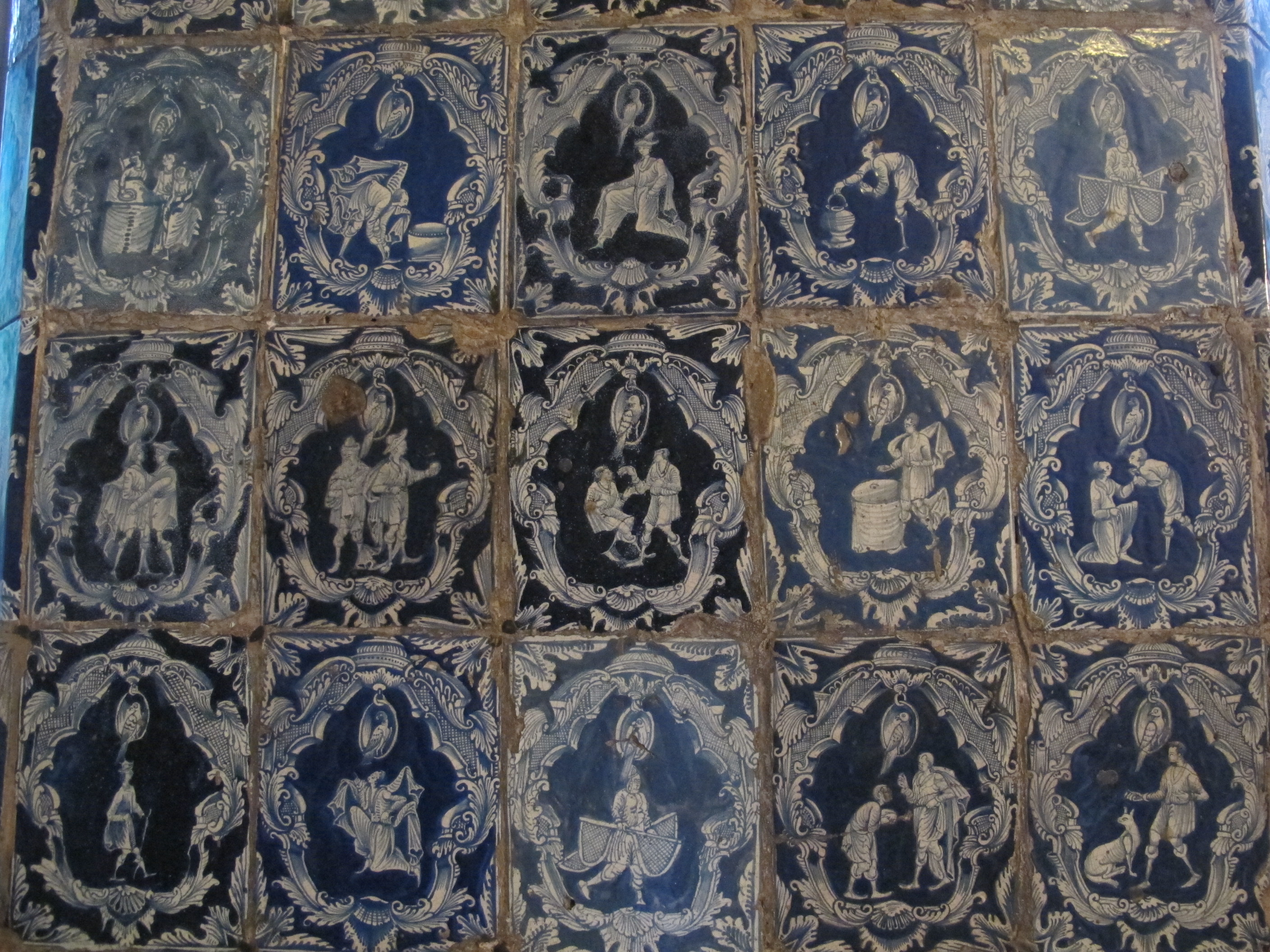
Російські кахлі доби бароко, 1750 р.
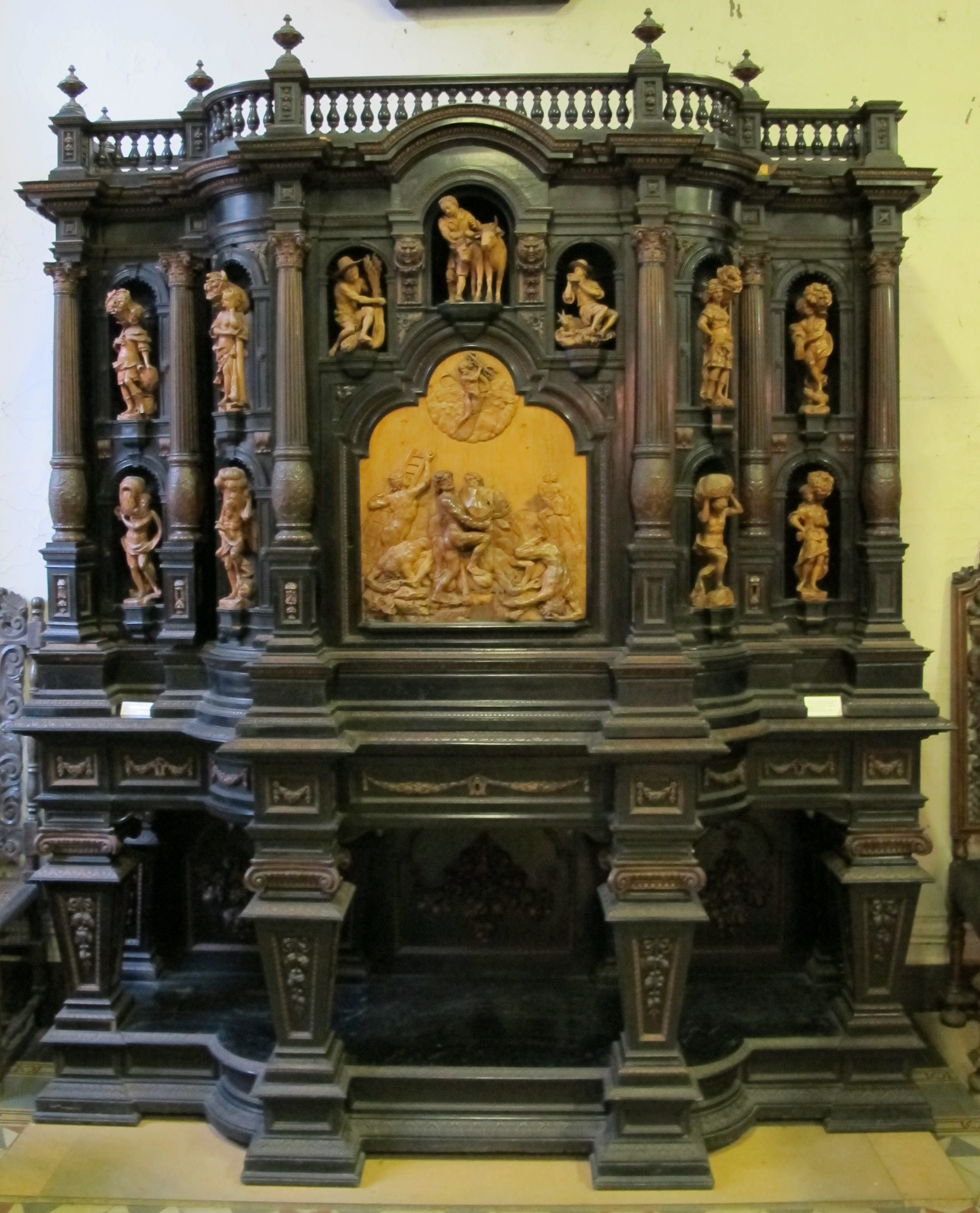
Шафа в стилі необароко, Німеччина, 1856 р.
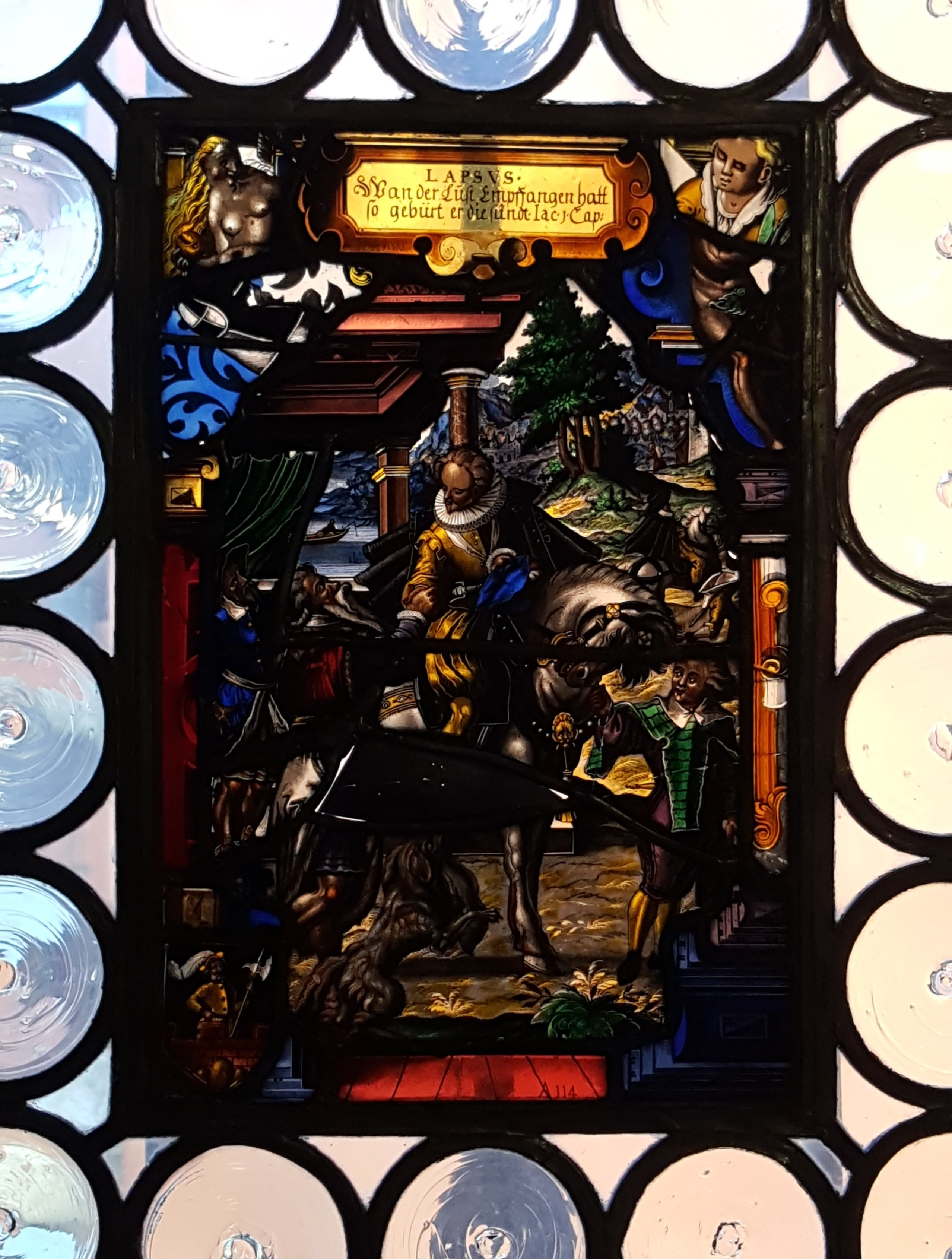
Вітраж в історичному стилі
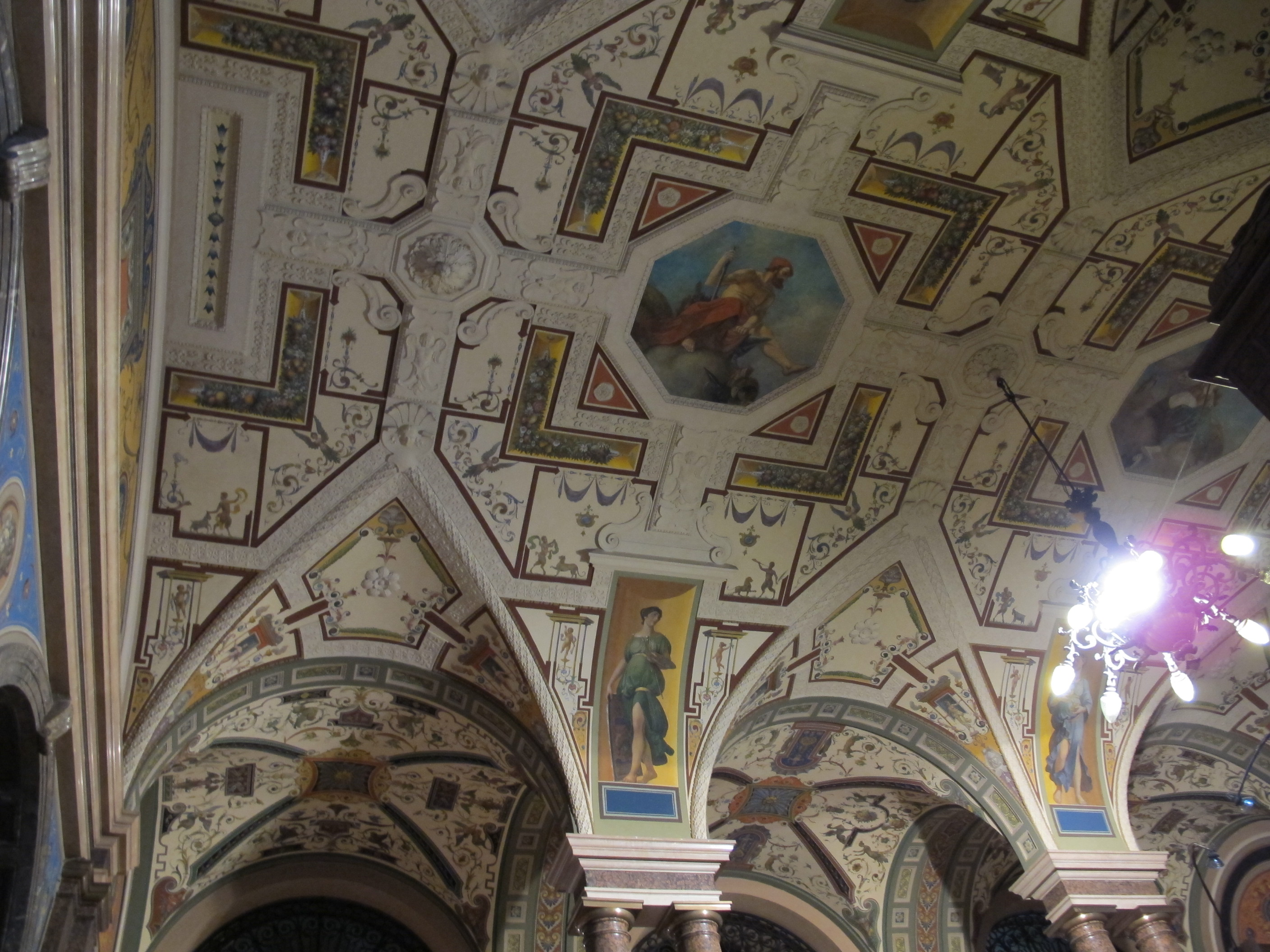
Декор склепінь

## Відомі викладачі
Докладніше див.: Категорія:Викладачі Санкт-Петербурзької державної художньо-промислової академії імені О. Л. Штігліца.

## Відомі випускники
Докладніше див.: Категорія:Випускники Санкт-Петербурзької державної художньо-промислової академії імені О. Л. Штігліца.